# 弗拉特尼達 (奧科特佩克省)
弗拉特尼達（西班牙語：Fraternidad），是洪都拉斯的城鎮，位於該國西部，由奧科特佩克省負責管轄，始建於1909年3月15日，面積85.48平方公里，海拔高度1,516米，2001年人口2,239，人口密度每平方公里26.19人。
14°32′0″N 89°5′0″W / 14.53333°N 89.08333°W